# Ihor Kyriuchancew
Ihor Ołehowycz Kyriuchancew, ukr. Ігор Олегович Кирюханцев (ur. 29 stycznia 1996 w Makiejewce) – ukraiński piłkarz grający na pozycji obrońcy.

## Kariera piłkarska

### Kariera klubowa
Wychowanek Akademii Piłkarskiej Szachtara Donieck, barwy której bronił w juniorskich mistrzostwach Ukrainy (DJuFL). 18 lipca 2015 roku rozpoczął karierę piłkarską w drużynie młodzieżowej Szachtara Donieck U-21, a 31 maja 2017 debiutował w podstawowym składzie Szachtara. 28 czerwca 2017 został wypożyczony do FK Mariupol. 2 września 2021 ponownie został wypożyczony, tym razem do FK Ołeksandrija. W styczniu 2022 piłkarz wrócił do Szachtara, a 23 września 2022 przeszedł do Zorii Ługańsk.

### Kariera reprezentacyjna
W 2011 debiutował w juniorskiej reprezentacji Ukrainy U-17, a w 2013 w reprezentacji U-19. W latach 2016–2018 występował w młodzieżowej reprezentacji Ukrainy U-21.